# Матрёничев, Пётр Владимирович
Пётр Владимирович Матрёничев (род. 31 мая 1985, Красный Октябрь, Волгоградская область) — российский баянист, певец.

## Биография
Потомственный донской казак (по отцовской линии) Пётр Владимирович Матрёничев родился 31 мая 1985 года в Волгоградской области в семье служащего.
Мать, Матрёничева Людмила Ивановна и отец, Матрёничев Владимир Петрович, работали в совхозе. Любовь к музыке мальчику привил дед, игравший на многих музыкальных инструментах. Пётру понравилась игра на баяне. Он мечтал стать виртуозным исполнителем игры на этом инструменте.
В 2004 году окончил музыкальное училище в Борисоглебске по классу баяна. По окончании училища занялся концертной деятельностью, профессионально исполняя русские народные песни.
С 2005 года Пётр Владимирович работает в ансамбле песни и пляски РВСН «Красная звезда», а с 2012 года занялся сольной карьерой певца и баяниста.
Известность приобрёл благодаря авторским видеороликам, в которых исполняет народные, современные, авторские песни.
В 2013 году популярным стал клип «Opa, Russian style!» — русский ответ на песню корейского рэпера PSY «Gangnam style».
С 2014 года сотрудничает с певицей Викой Цыгановой. Совместно ими был снят клип «Это Родина моя». Ролик получил популярность в интернете и СМИ (новостные сюжеты, статьи в газетах). За первую неделю видео посмотрели более 2 млн человек (1 млн на Youtube.com и 1 млн в общей сложности в соц. сетях и на сайтах).
Живёт с семьей в г. Одинцово Московской области.
Семья: супруга, Матрёничева (Игнатова) Ирина Евгеньевна (1982 г.р.), дети: Кирилл (2006 г.р.) , Мирон (2014 г.р.) и Георгий (2016 г.р.).

## Гастроли
В составе ансамбля песни и пляски РВСН «Красная звезда» П. Матреничев в 2007 году выступал в Мексике, в 2010 году — в Южной Корее, в 2012 году в США.
В настоящее время выступает как сольный артист на концертных площадках Москвы, Московской области, крупных городов России.

## Фотогалерея

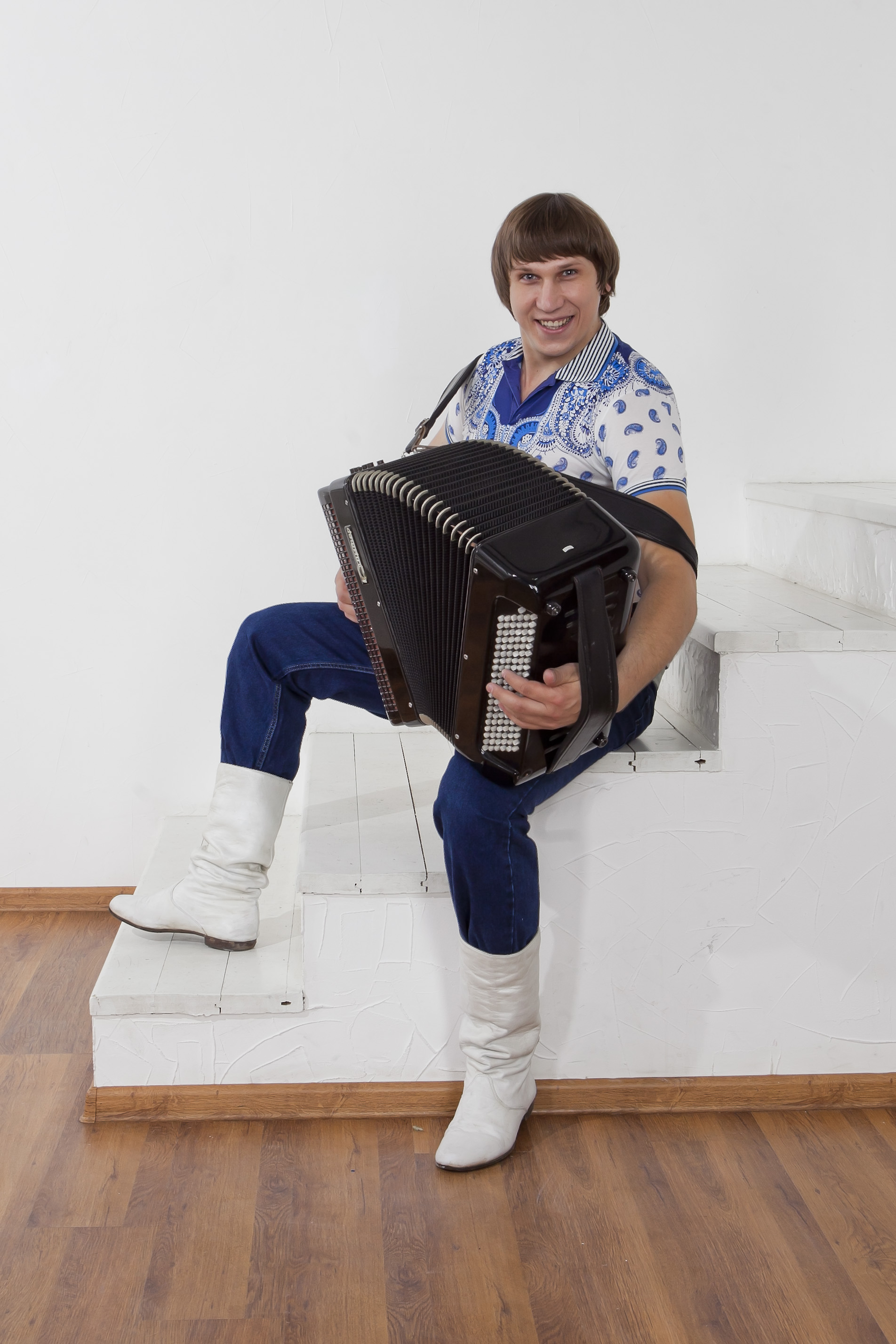
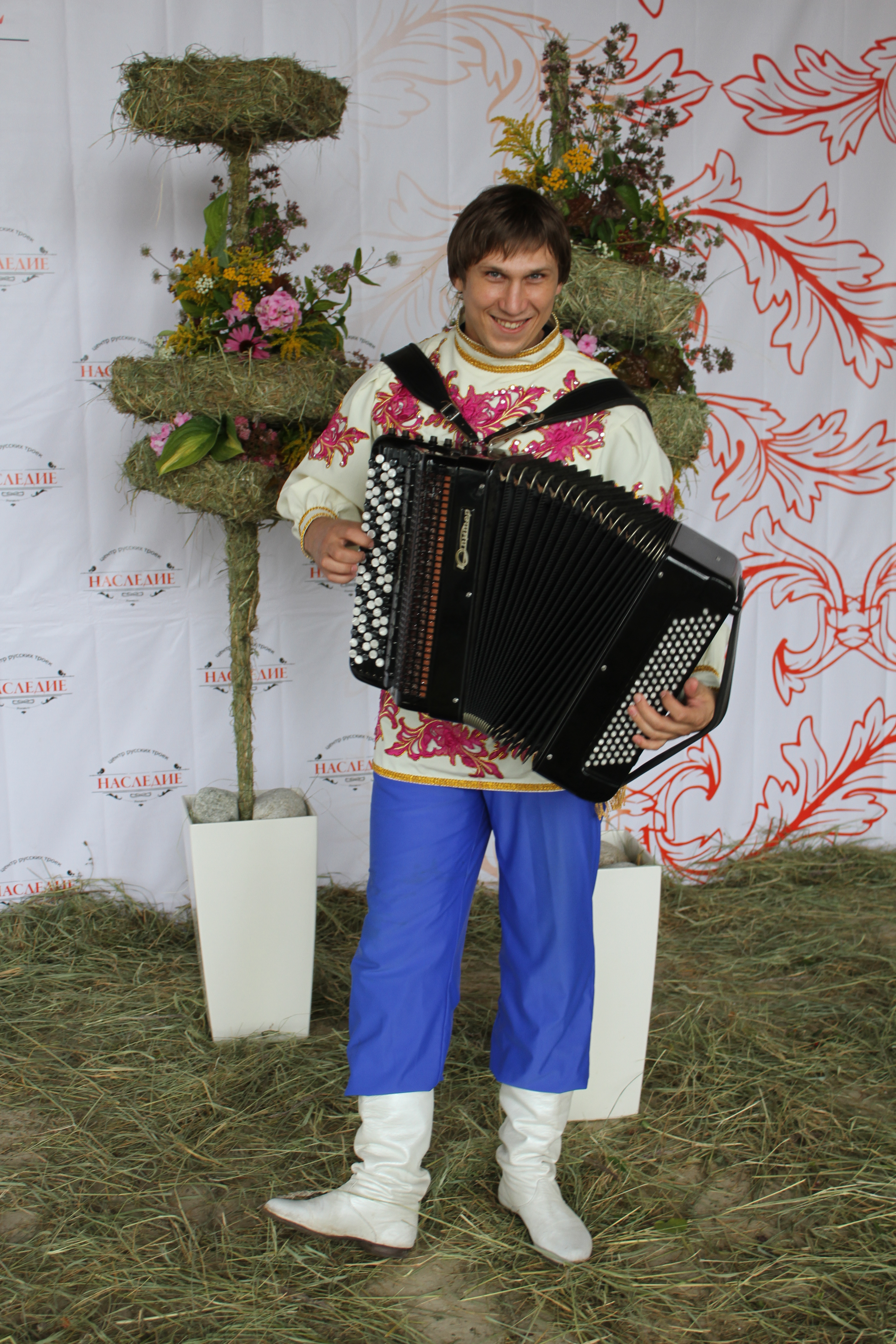
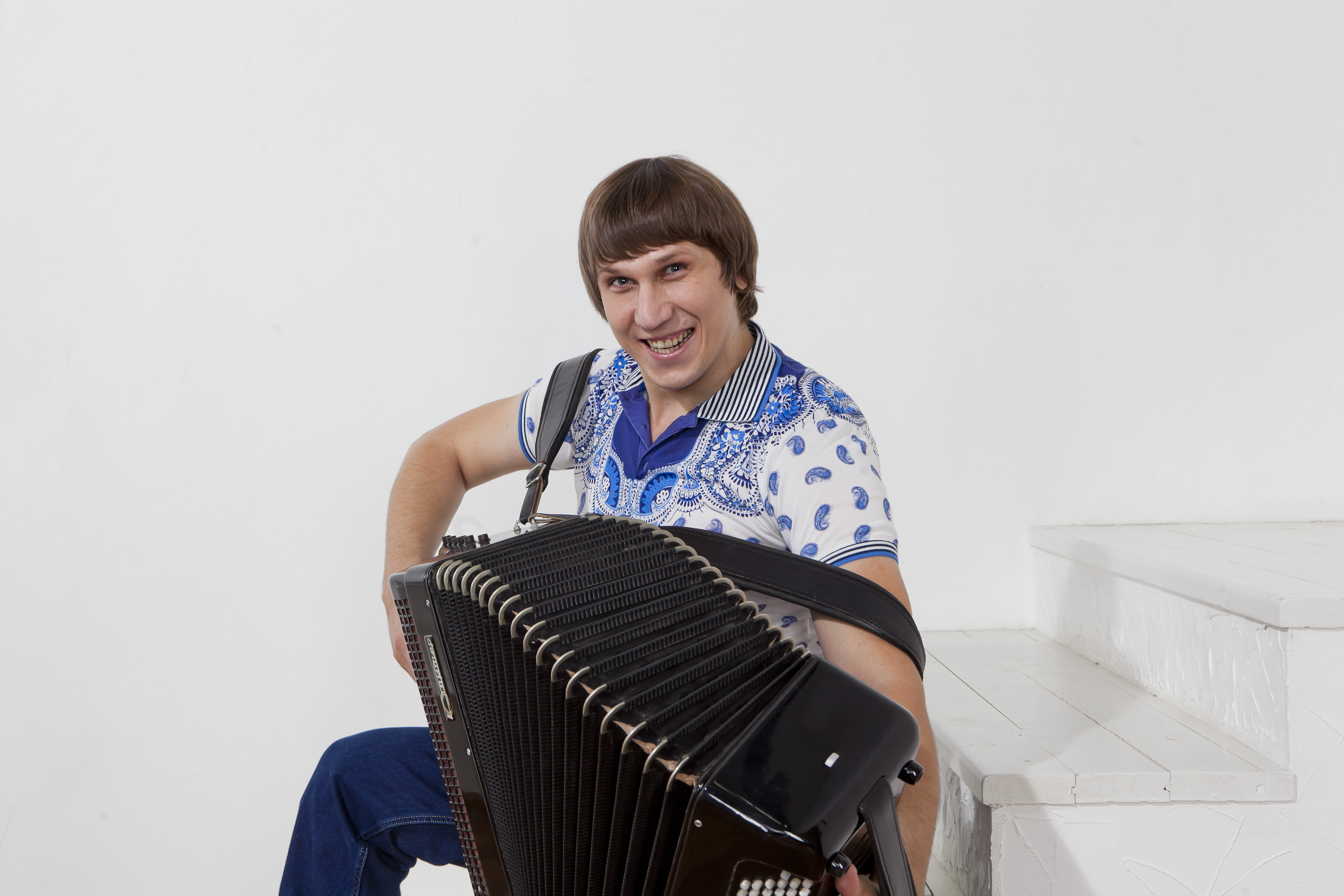
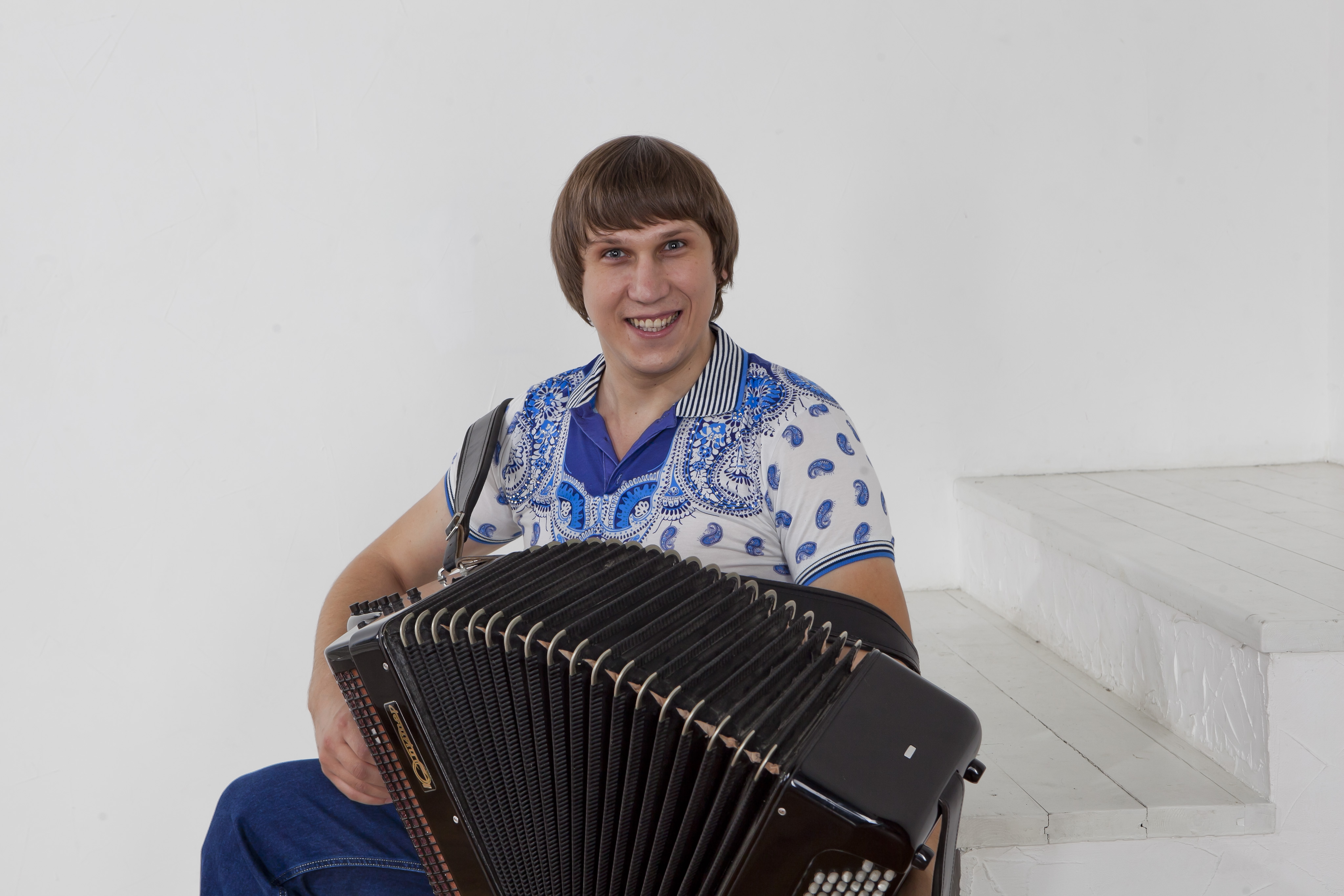
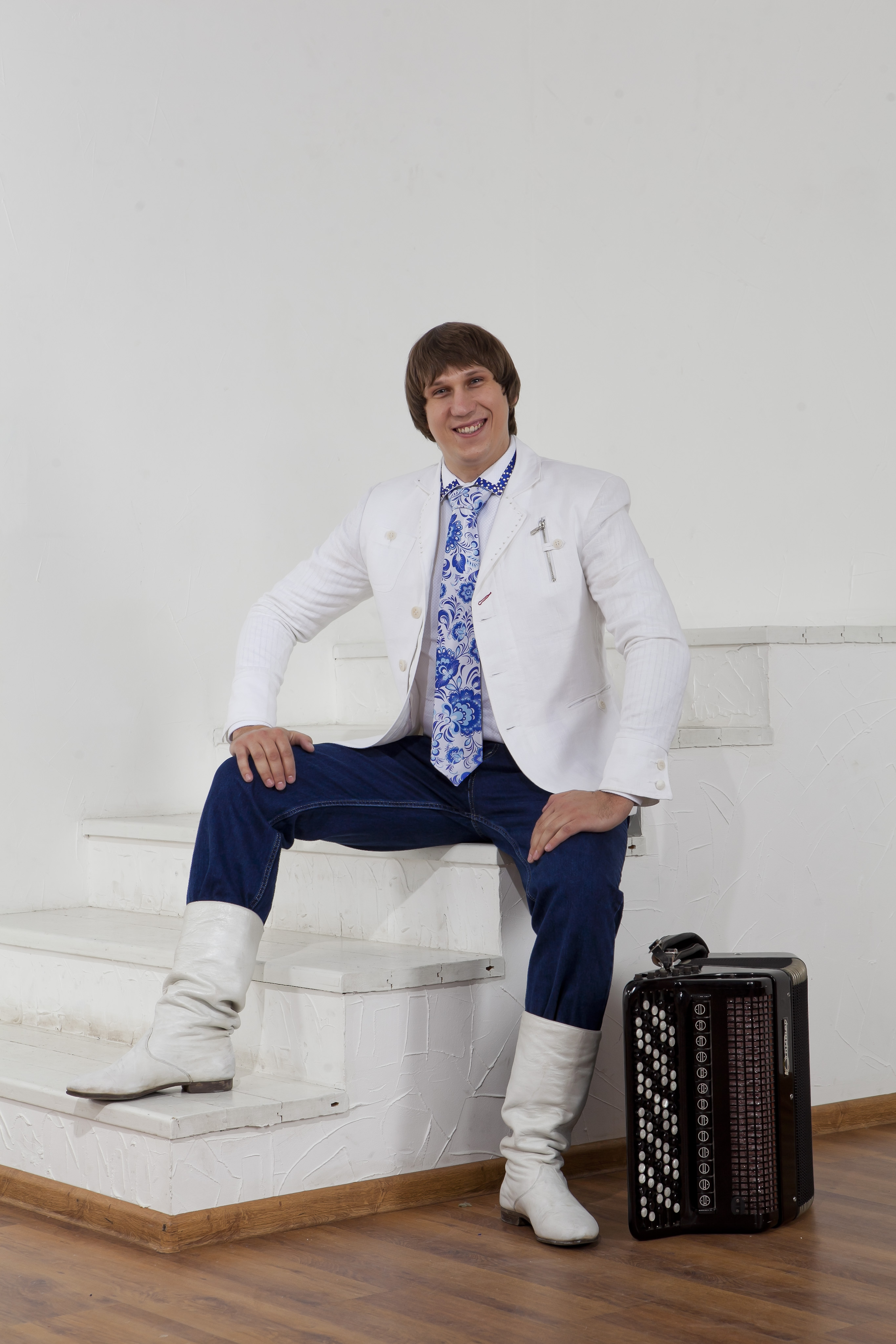